# Spanje op het Eurovisiesongfestival 2005
Spanje nam deel aan het Eurovisiesongfestival 2005 in Kiev (Oekraïne). Het was de 43ste deelname van het land aan het festival.

## Selectieprocedure
Net zoals het voorbije jaar, koos men er ook deze keer weer voor om een nationale finale te organiseren.
Er werd eerst een halve finale georganiseerd op 4 maart 2005 en de finale volgde de dag erna.
In totaal deden er 6 acts mee aan deze finale en de winnaar werd gekozen door televoting.
| Volgorde | Lied                         | Artiest                  | Punten | Plaats |
| -------- | ---------------------------- | ------------------------ | ------ | ------ |
| 1        | "Eres un enfermo"            | Las Supremas de Móstoles | 21,8%  | 2de    |
| 2        | "Nada para ti, nada para mí" | Lanco                    | NA     | 5de    |
| 3        | "Quién dirá"                 | Enzo                     | NA     | 6de    |
| 4        | "Brujería"                   | Son de Sol               | 24,2%  | 1ste   |
| 5        | "Echo de menos"              | Felipe Conde             | 16,4%  | 3de    |
| 6        | "Arriba el mundo"            | Yulia                    | NA     | 4de    |

## In Kiev
In Oekraïne moest Spanje optreden als tiende in de finale, net na Cyprus en voor Israël. Op het einde van de puntentelling hadden ze 28 punten verzameld, goed voor een eenentwintigste plaats. 
Men ontving 1 keer het maximum van de punten.
Nederland en België hadden geen punten over voor deze inzending.

### Gekregen punten

#### Finale
| 12 punten | 10 punten                 | 8 punten   | 7 punten | 6 punten |
| --------- | ------------------------- | ---------- | -------- | -------- |
| - Andorra |                           | - Portugal |          |          |
| 5 punten  | 4 punten                  | 3 punten   | 2 punten | 1 punt   |
|           | - Frankrijk - Zwitserland |            |          |          |

### Punten gegeven door Spanje

#### Halve finale
Punten gegeven in de halve finale:
| 12 punten | Roemenië   |
| 10 punten | Andorra    |
| 8 punten  | Denemarken |
| 7 punten  | Polen      |
| 6 punten  | Bulgarije  |
| 5 punten  | Portugal   |
| 4 punten  | Israël     |
| 3 punten  | Hongarije  |
| 2 punten  | IJsland    |
| 1 punt    | Moldavië   |

#### Finale
Punten gegeven in de finale:
| 12 punten | Roemenië    |
| 10 punten | Denemarken  |
| 8 punten  | Griekenland |
| 7 punten  | Malta       |
| 6 punten  | Israël      |
| 5 punten  | Hongarije   |
| 4 punten  | Moldavië    |
| 3 punten  | Noorwegen   |
| 2 punten  | Zweden      |
| 1 punt    | Oekraïne    |

1961 · 1962 · 1963 · 1964 · 1965 · 1966 · 1967 · 1968 · 1969 · 1970 · 1971 · 1972 · 1973 · 1974 · 1975 · 1976 · 1977 · 1978 · 1979 · 1980 · 1981 · 1982 · 1983 · 1984 · 1985 · 1986 · 1987 · 1988 · 1989 · 1990 · 1991 · 1992 · 1993 · 1994 · 1995 · 1996 · 1997 · 1998 · 1999 · 2000 · 2001 · 2002 · 2003 · 2004 · 2005 · 2006 · 2007 · 2008 · 2009 · 2010 · 2011 · 2012 · 2013 · 2014 · 2015 · 2016 · 2017 · 2018 · 2019 · 2020 · 2021 · 2022 · 2023 · 2024 · 2025